# チャールズ・シャノン
チャールズ・シャノン（Charles Haslewood Shannon RA、1863年4月26日 - 1937年3月18日）はイギリスの画家、版画家である。肖像画で知られ、作品はナショナル・ポートレート・ギャラリーなどに収められている。

## 略歴

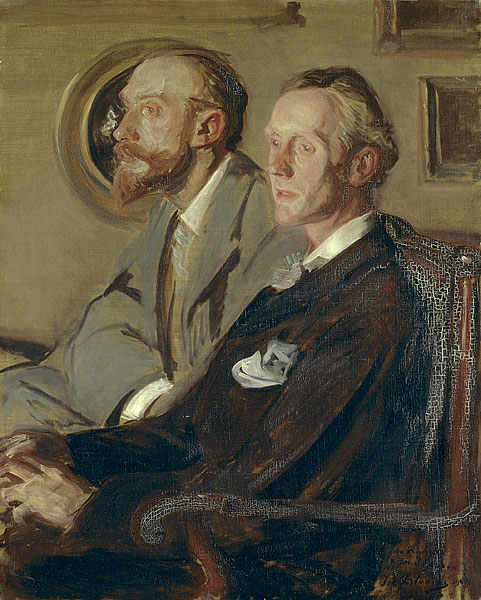
「チャールズ・シャノンとチャールズ・リケッツ」。ジャック＝エミール・ブランシュ、1904年

リンカンシャーのSleafordに聖職者の息子に生まれた。ロンドンの美術学校、「City and Guilds of London Art School」で学び、そこで生涯にわたる友人で、一緒に活動することになるチャールズ・リケッツと知り合った。15世紀のヴェネツィア派の画家、ジョルジョーネなどの作品から影響を受けた。
リケッツが相続した遺産をもとに、1889年にリケッツと美術雑誌、「The Dial」を創刊し、ラファエル前派や象徴主義の美術を援護する活動を行った。雑誌は1897年に発行を止めるが、リケッツと1893年に出版社「Vale Press」を創立した。この出版社は、シャノンやリケッツが、活字をデザインし、挿絵を描き、装丁も行った80冊以上の書籍を出版した。詩人、ジョン・ヘンリー・グレイやオスカー・ワイルドの作品を美しい書籍で出版した。1899年に出版所は火事にあい、リケッツは出版業を止めた。
1900年のパリ万国博覧会でシャノンは銀賞を受賞した。1898年に設立された国際彫刻家・画家・版画家協会（'International Society of Sculptors, Painters and Engravers）の会員になった。
美術収集家としても絵画や骨とう品、日本の版画などを収集し、そのコレクションの大部分は、ケンブリッジ大学の施設であるフィッツウィリアム美術館に収蔵されている。
1928年に絵を飾っている時に転落事故を起こし、頭を傷つけ、障害が残り、芸術活動を続けられなくなった。

## 作品

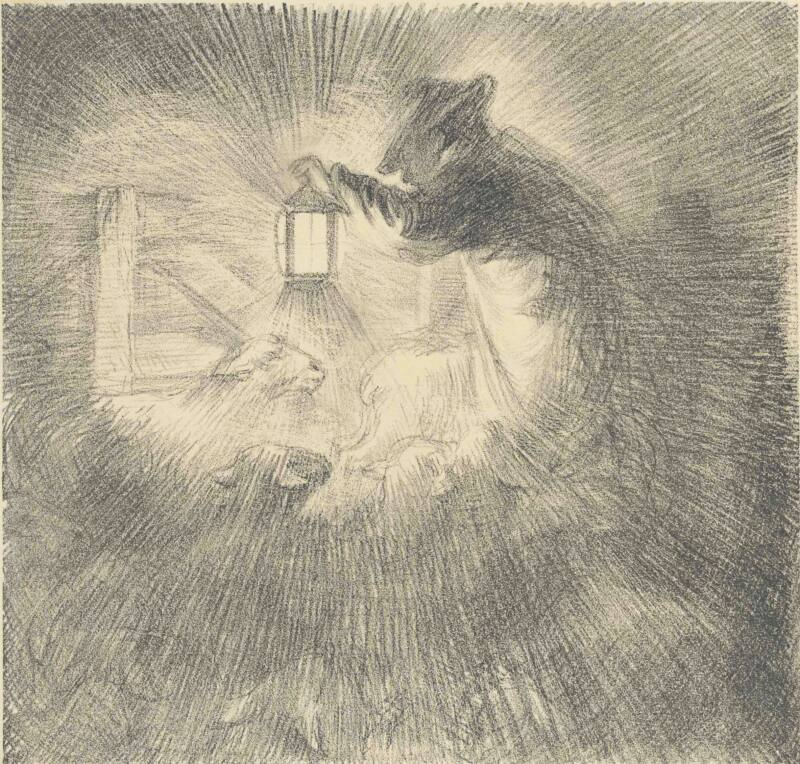
「霧の中の羊飼い」、「The Dial」2号（1892年）掲載。リトグラフ
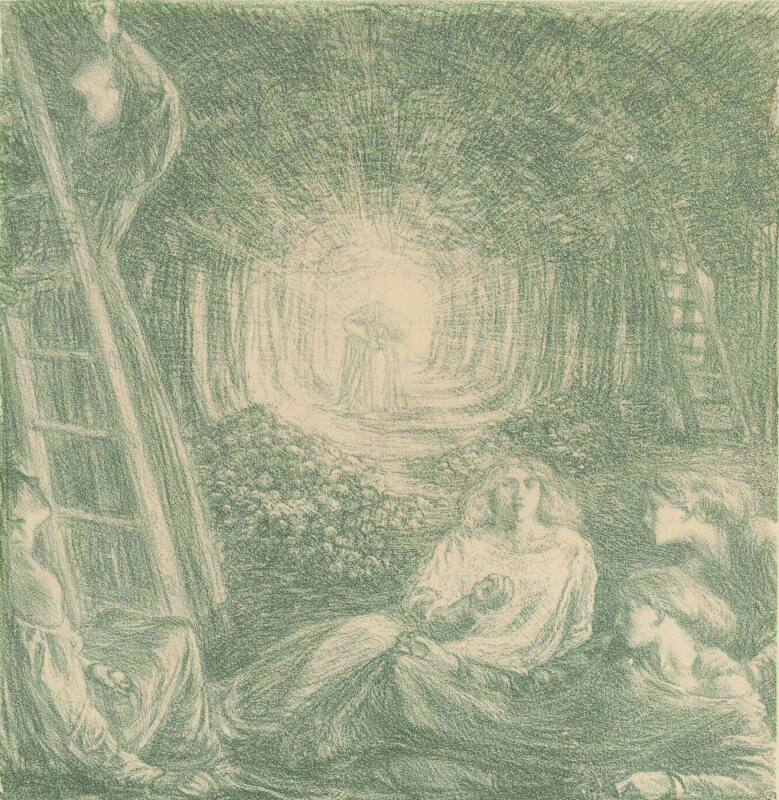
「林檎」、「The Dial」3号（1893年）掲載。リトグラフ
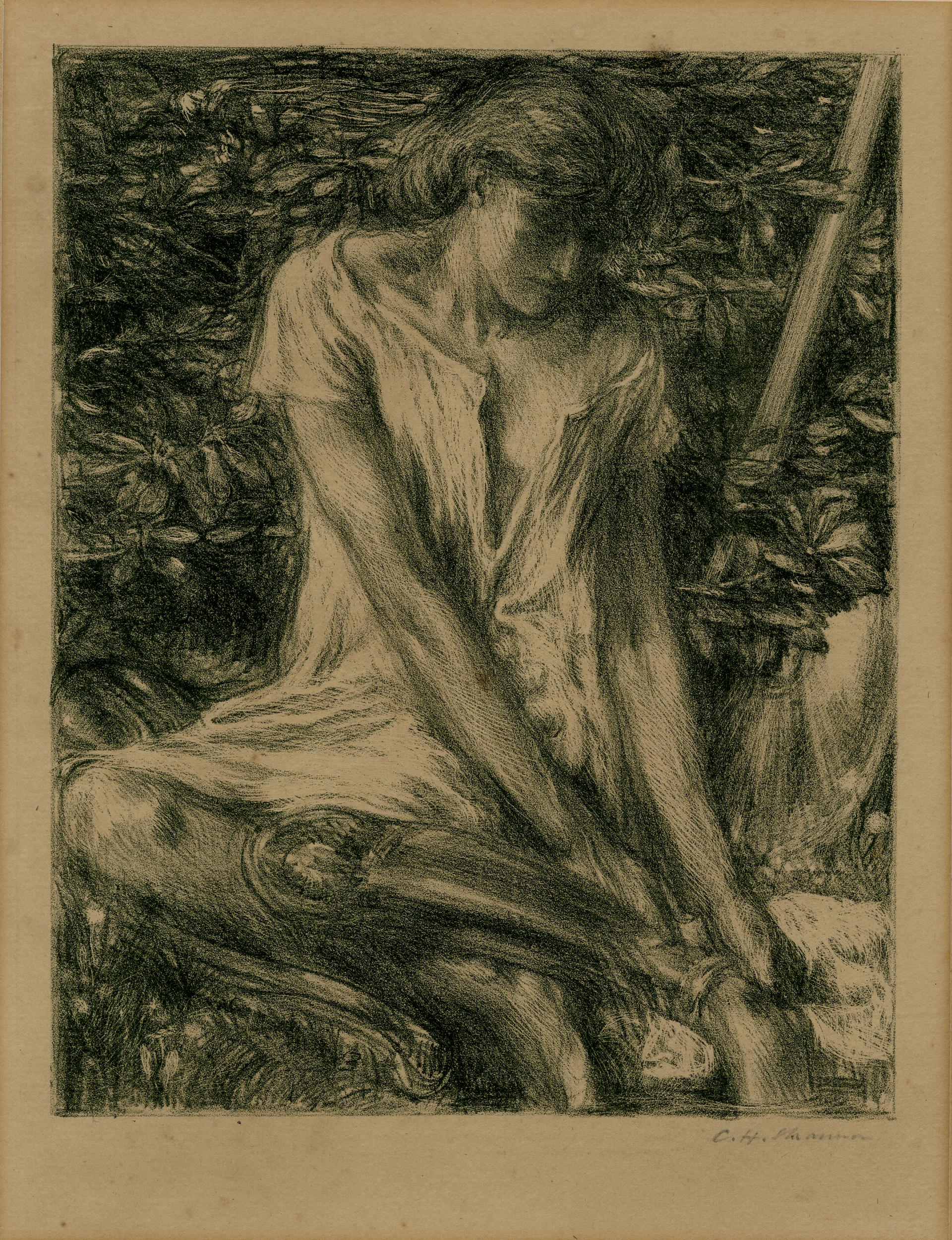
「アタランテ」、「The Dial」4号（1895年）掲載。リトグラフ
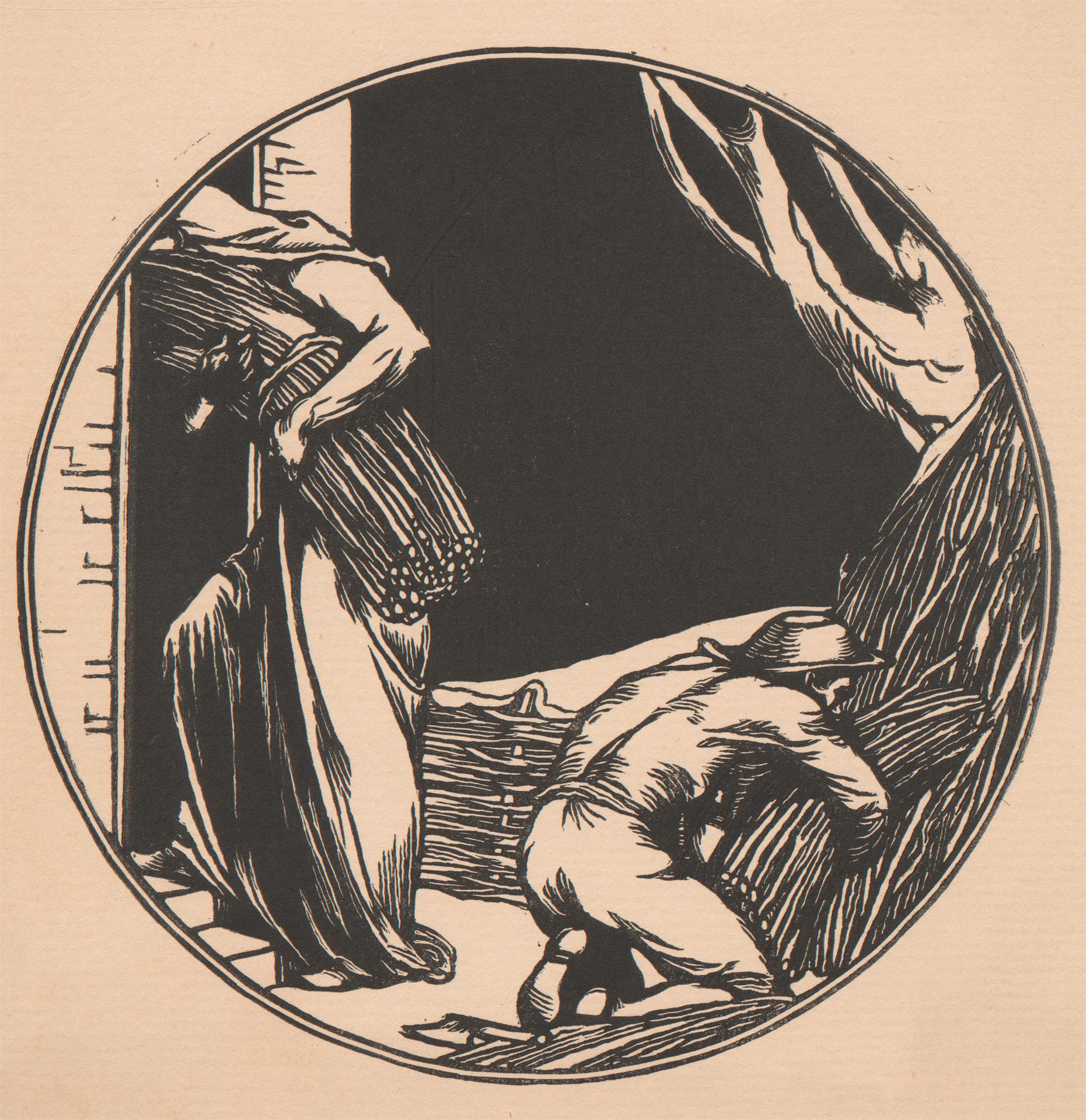
「十二月」、「The Dial」5号（1897年）掲載。木版画
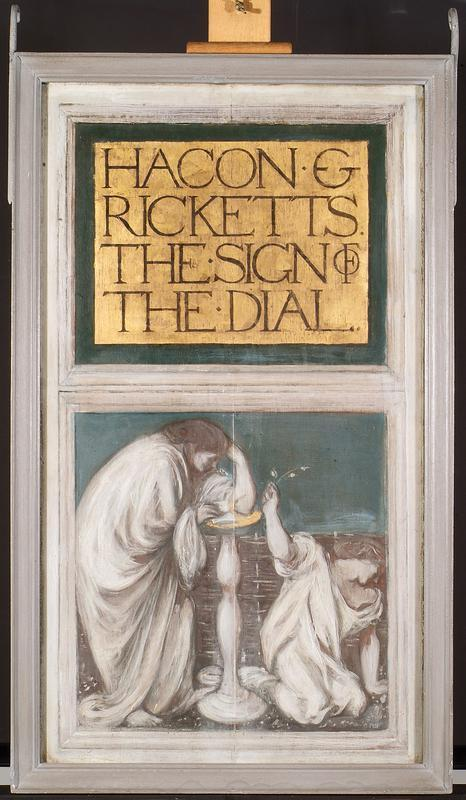
店舗「the Dial」（Vale Press）の看板。油彩（アバディーン美術館）
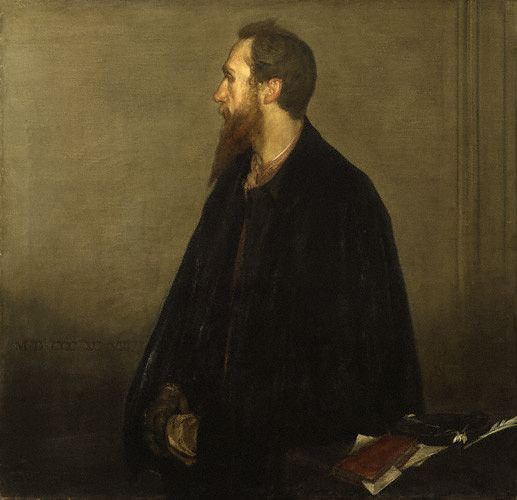
「チャールズ・リケッツ」。油彩、1898年
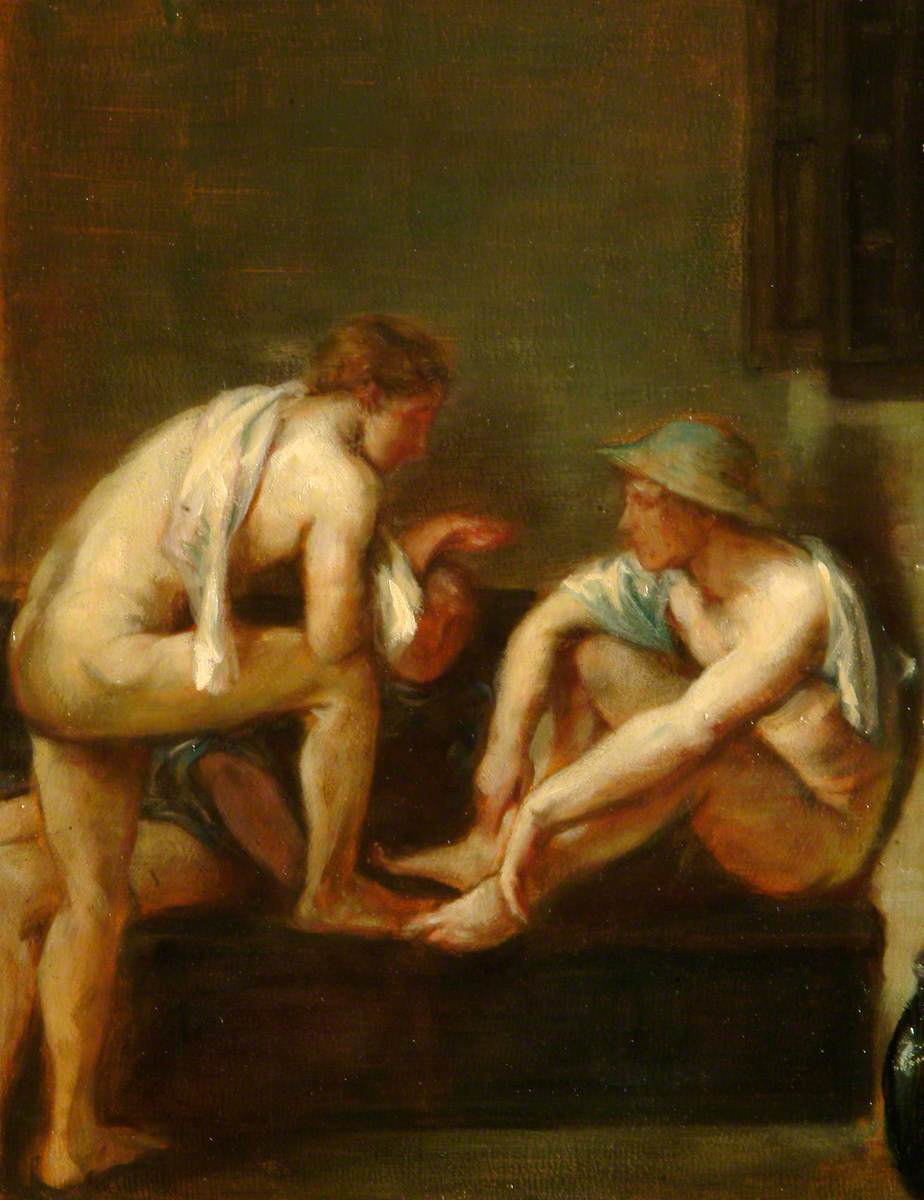
「海水浴客」。油彩、1900年
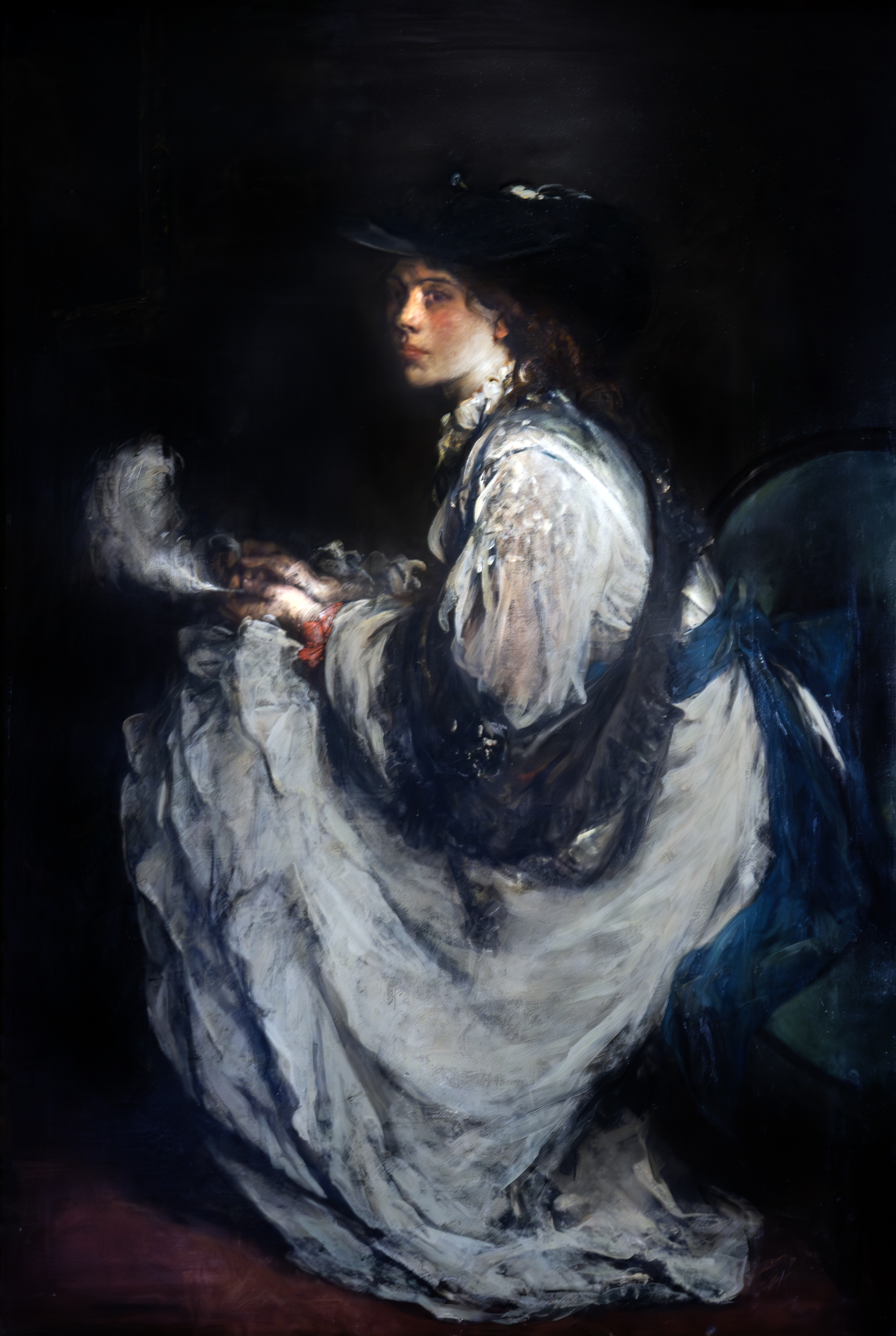
「羽を持つ貴婦人」。油彩、1903年（カ・ペーザロ国際近代美術館）
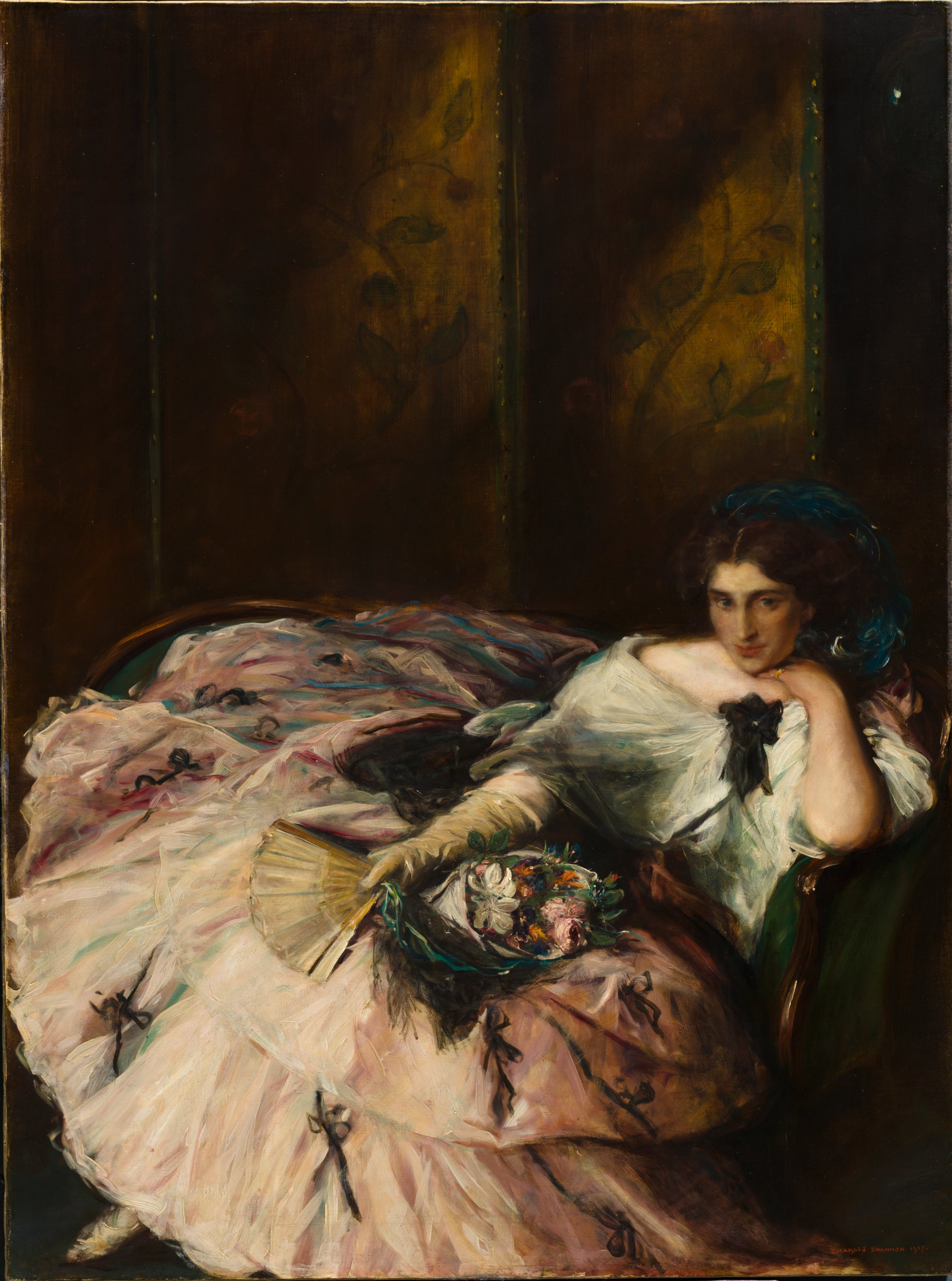
「『International Ball』の記念品」。油彩、1907年
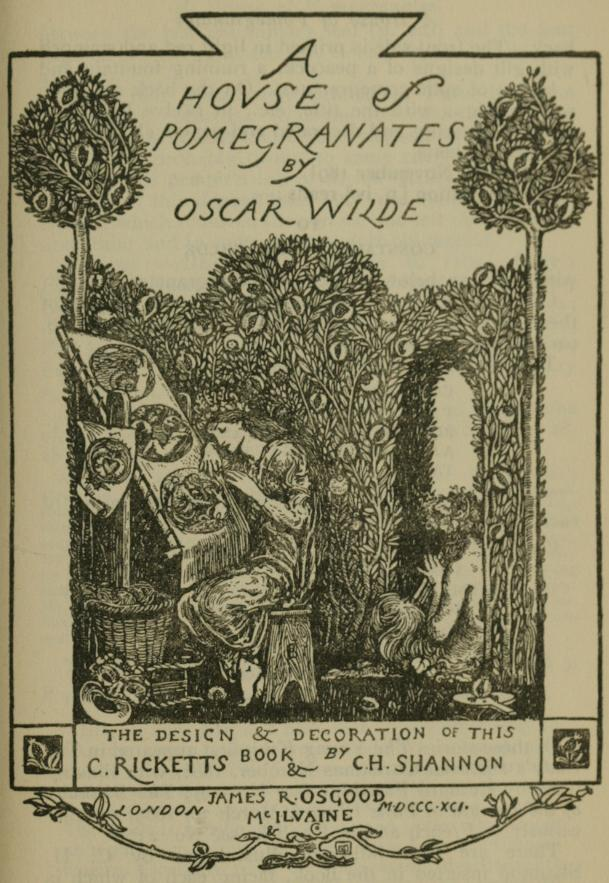
オスカー・ワイルド『柘榴の家（英語版）』扉絵。リケッツとの共作、1914年
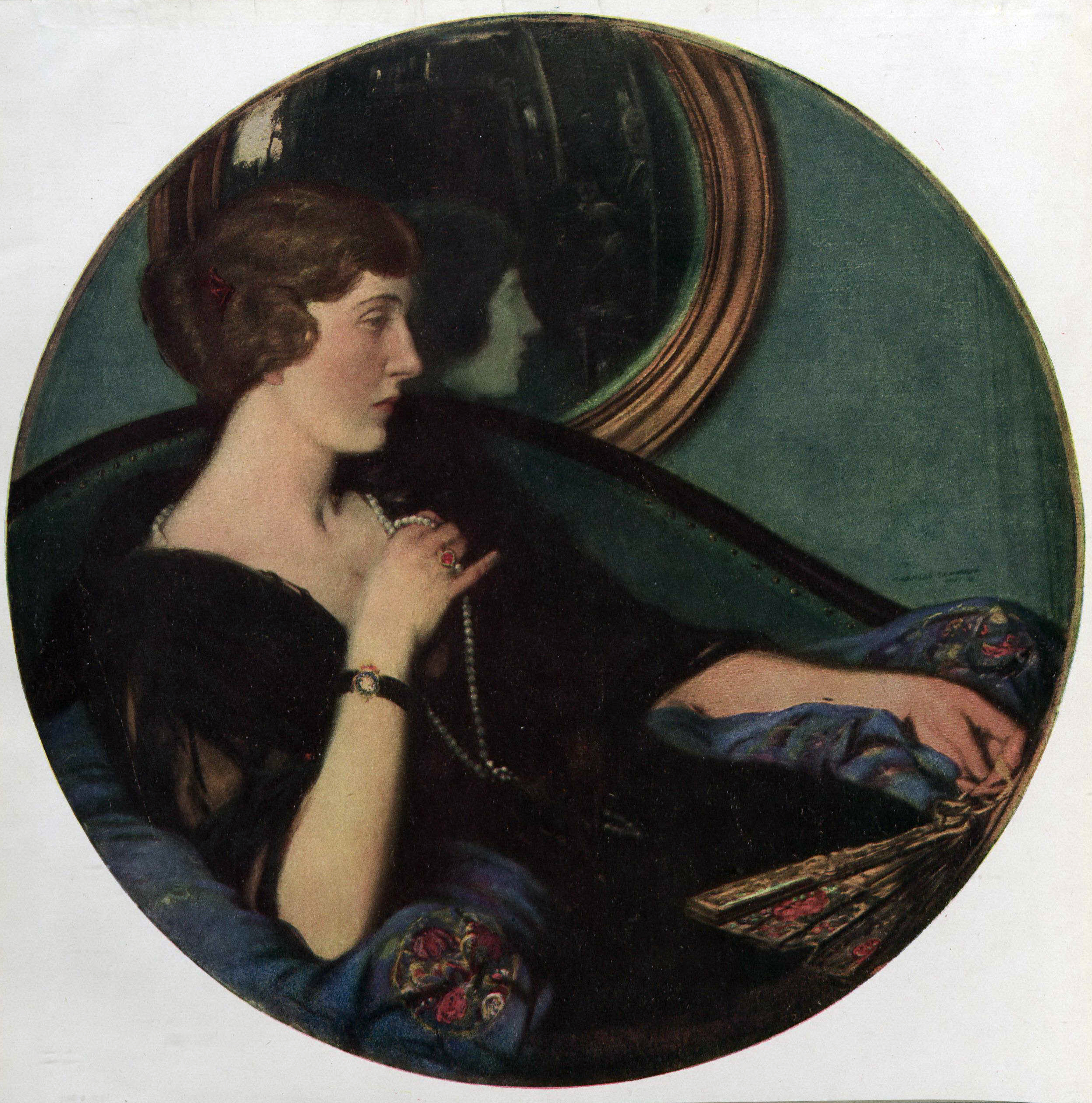
「パトリシア・オブ・コノート」。油彩、1917-1918年
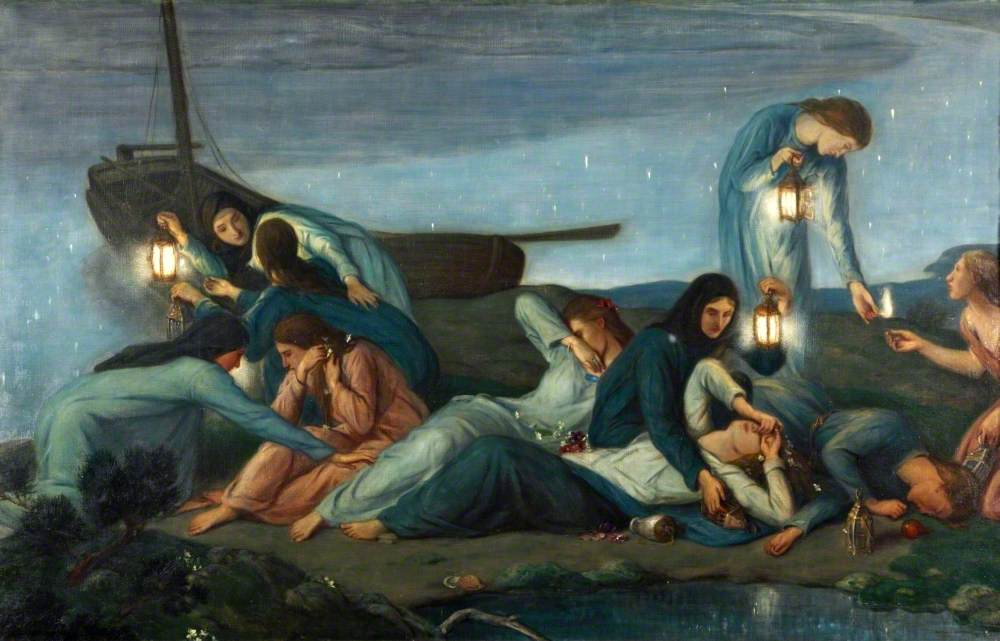
「賢い乙女と愚かな乙女」。油彩、1919-1920年
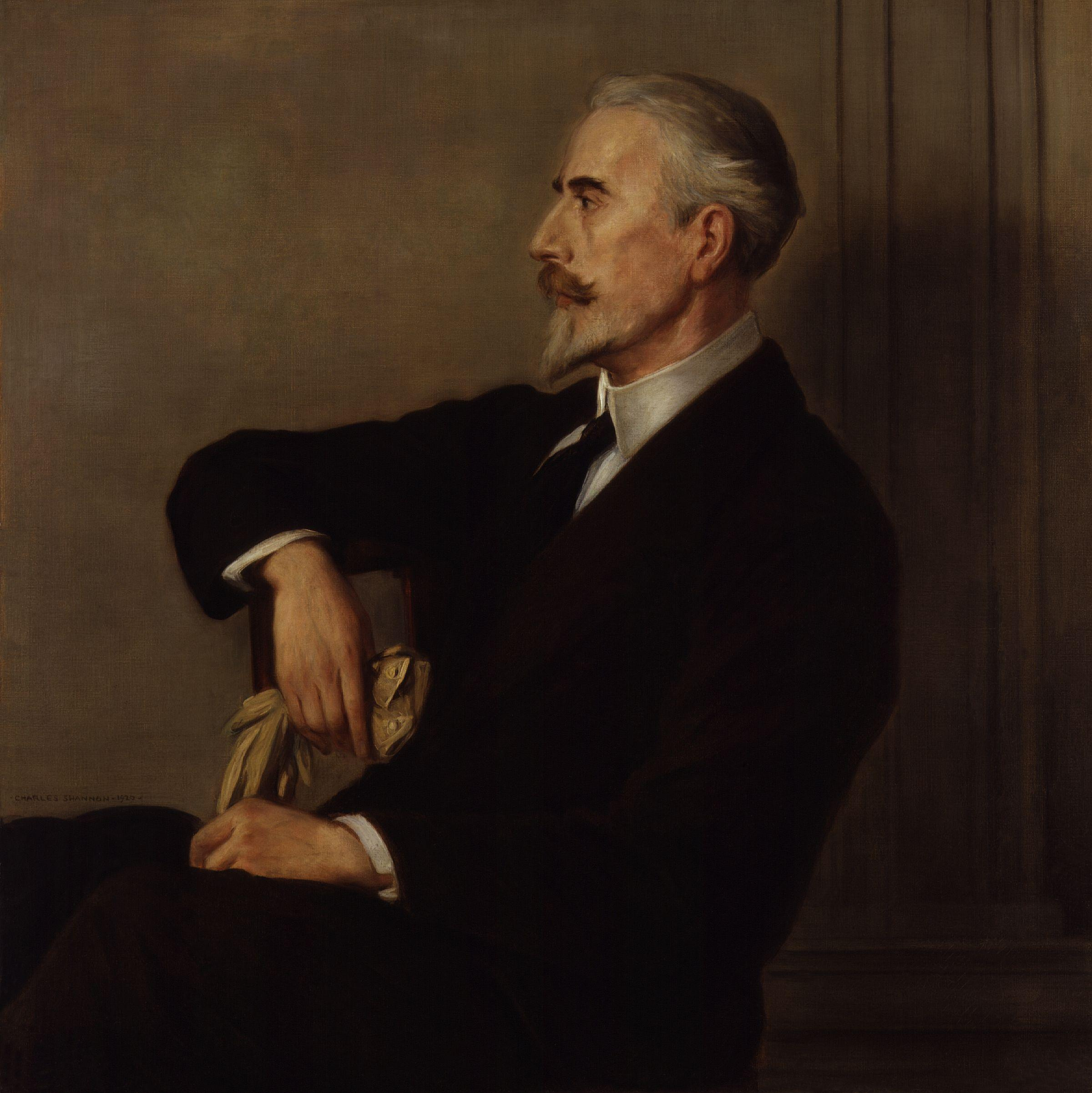
「ウィッカム・スティード（英語版）」。油彩、1920年
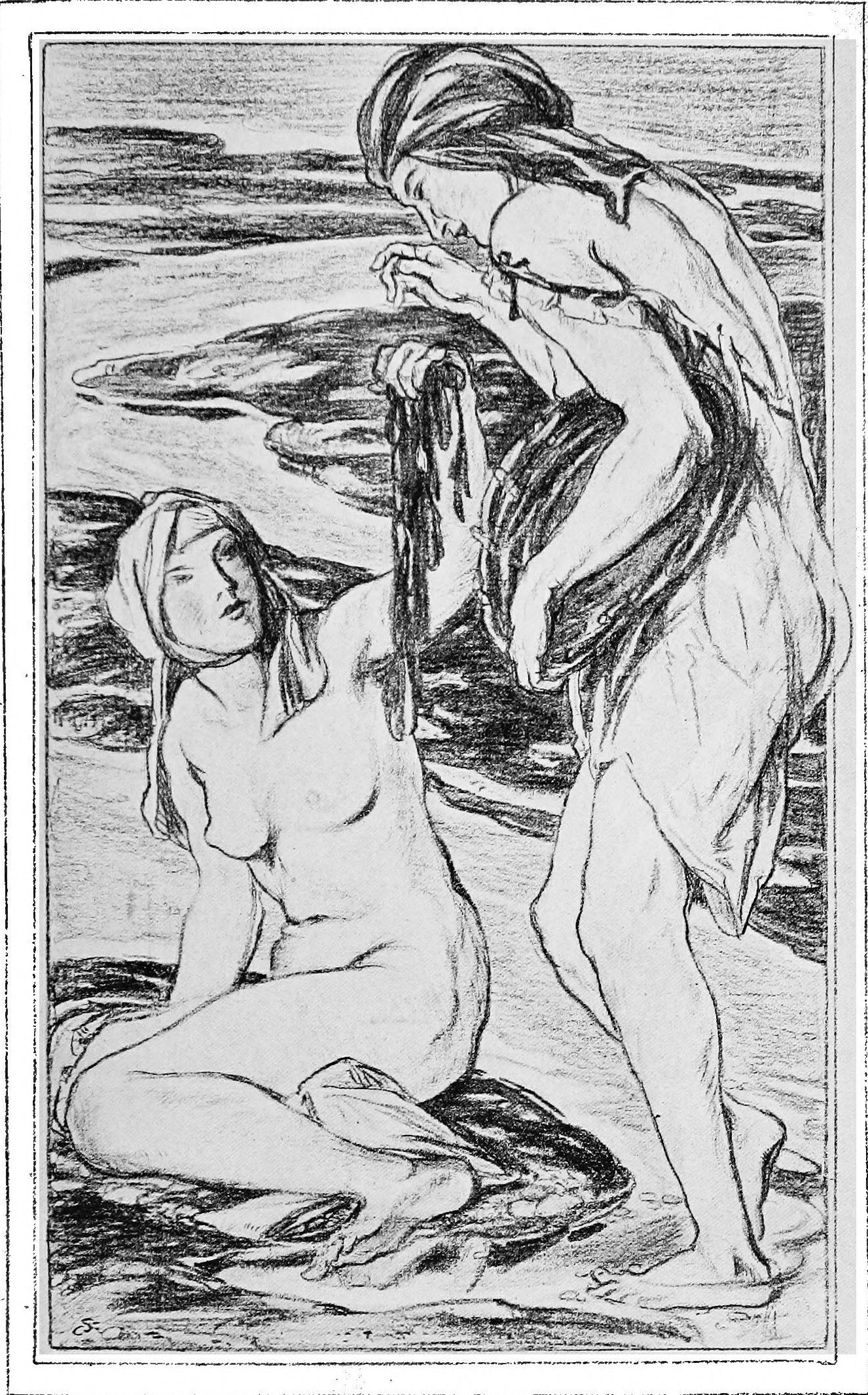
「河口」または「感潮河川」。リトグラフ、1920年
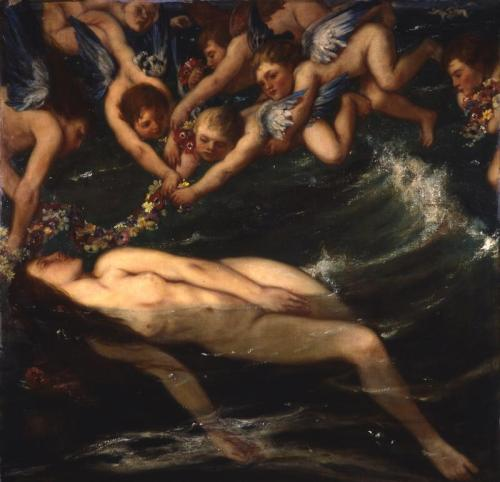
「ヴィーナスの誕生」。油彩、1923年